# Rhinopristiformes
Los rhinopristiformes son un orden de rayas, peces cartilaginosos relacionados con los tiburones, que incluye a las rayas espátula y grupos afines.

## Familias
- Glaucostegidae (peces guitarra gigantes)
- Pristidae (peces sierra)
- Rhinidae (peces cuña)
- Rhinobatidae (peces guitarra)
- Trygonorrhinidae (rayas banjo)